# Erlebniswelten Grubenfeld
Das Museum Erlebniswelten "Grubenfeld" in Mayen thematisiert die Basaltabbaugeschichte seit der Jungsteinzeit. Es liegt mit einem dazugehörigen Informationscenter am Rande des Mayener Grubenfeldes und ist eines von insgesamt sechs musealen Einrichtungen des Vulkanparks. Wegen Namensrechtsstreitigkeiten mit der Region Auvergne-Rhône-Alpes musste das Museum seinen Namen Anfang 2019 von Terra Vulcania  in Erlebniswelten Grubenfeld ändern.

## Ausstellungsbereiche

### Informationszentrum
Großbilder, Exponate und Medien geben im Informationsbereich einen Überblick über alle Vulkanpark Stationen.

### Ausstellung

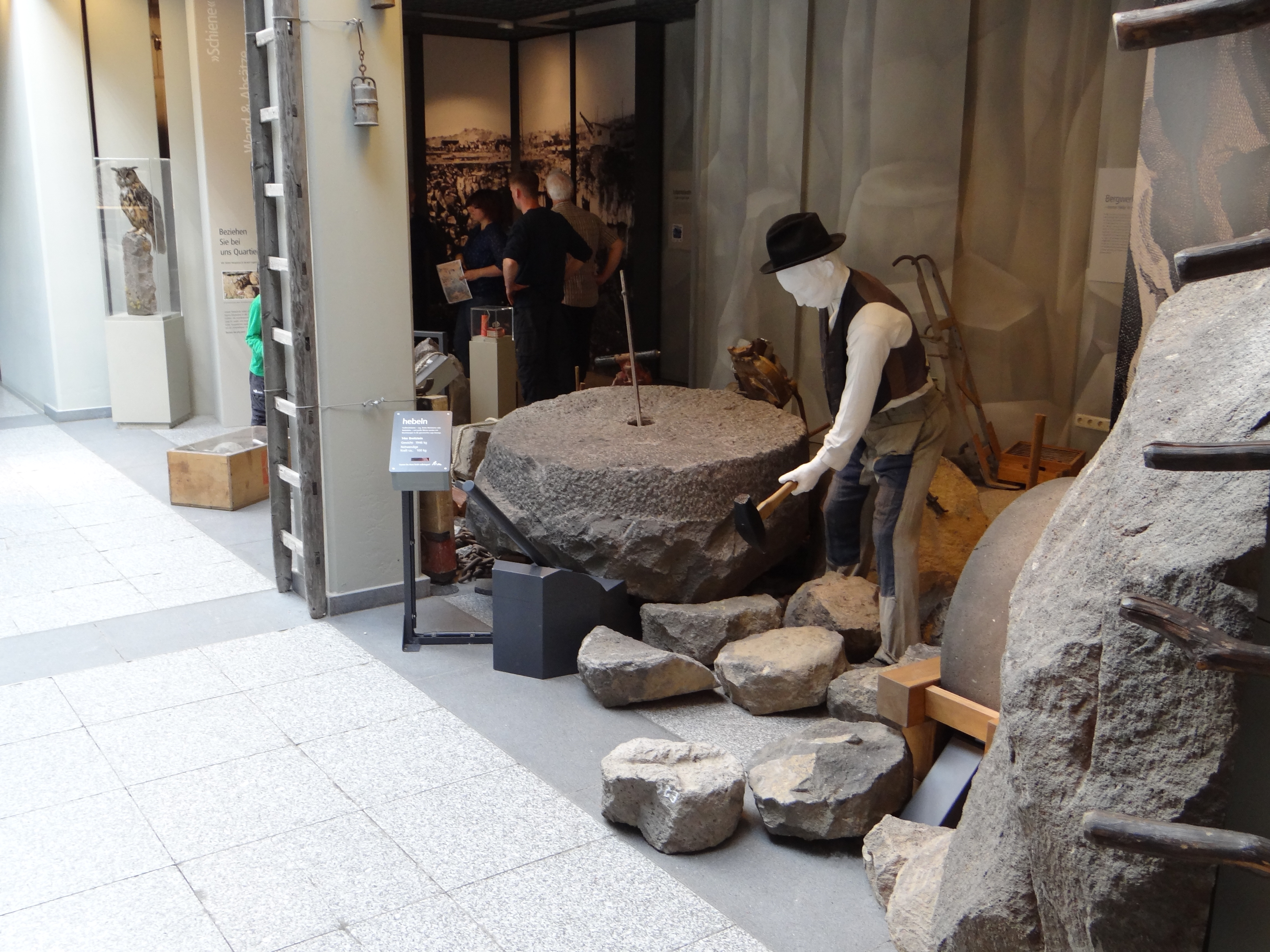
Mayener Grubenfeld – Erlebniswelten Grubenfeld (8)

Die Ausstellung verläuft über zwei miteinander verbundene Etagen und befasst sich mit der Steinabbaugeschichte der vergangenen 7000 Jahre. Es werden Abbau- und  Transportmethoden verschiedener Epochen erläutert, die anhand interaktiver Stationen vom Besucher ausprobiert werden können. Die Fertigung der Produkte in einzelnen Fertigungsschritten, die Produktpalette der Reibsteine, Mühlsteine und Bausteine sowie Handel und Wirtschaftsbeziehungen werden vorgestellt. Der soziale Rahmen, die Lebens- und Arbeitsbedingungen der Arbeiter im Steinbruch und deren Familien sind ebenfalls Thema der Ausstellung. Es wird auf den Ablauf des Arbeitstages, die Bezahlung und Organisationen der Arbeiter in Zünften und Bruderschaften eingegangen.
Ein weiterer Bereich der Ausstellung befasst sich mit der Flora und Fauna, die sich in den alten Steinbrüchen angesiedelt hat.
Ein Kino, das von beiden Ausstellungsebenen einsehbar ist, zeigt den Film „SteinZeiten“, eine Mischung aus Daumenkino, Zeichentrick-Film, realistischen Aufnahmen und Computer-Animationen. Der Film zeigt, wie der Mensch sich die vulkanischen Ablagerungen zu Nutze machte und die Landschaft durch den Steinabbau immer wieder veränderte.
Direkt angrenzend an die Ausstellung befindet sich der Zugang zum Naturschutzgebiet Mayener Grubenfeld, einem Landschaftsdenkmal des Vulkanparks. Die in der Ausstellung vermittelte Vulkan- und Abbaulandschaft mit verschiedenen Abbaumethoden kann hier besichtigt werden.

## Trivia
Es ist eines von drei städtischen Museen in Mayen. In der Stadt sind unter anderem auch das Eifelmuseum und das Deutsche Schieferbergwerk beheimatet. Als familiäres Museum im Vulkanpark ziehen die Erlebniswelten Grubenfeld jedes Jahr knapp 10.000 Besucher an.